# Большая Гора (Киров)
 Большая Гора — деревня в Кировской области. Входит в состав муниципального образования «Город Киров»

## География
Расположена на расстоянии примерно 7 км по прямой на север-северо-запад от железнодорожного вокзала Киров-Котласский на левом берегу Вятки.

## История
Известна с 1678 года как деревня Полюдовская над рекою Вяткою с2 дворами, в 1764 13 жителей. В 1873 году здесь (Полюшевская или Нагорская) дворов 4 и жителей 44, в 1905 (Полюшевская или Большая Гора) 20 и 125, в 1926 (Большая Гора или Полюшевская) 28 и 136, в 1950 (Большая Горка) 16 и 129, в 1989 (Большая Гора) 432 жителя. Административно подчиняется Октябрьскому району города Киров.

## Население
Постоянное население составляло 435 человек (русские 98%) в 2002 году, 404 в 2010.